# Uncle Albert/Admiral Halsey
Uncle Albert/Admiral Halsey (englisch für „Onkel Albert/Admiral Halsey“) ist ein Lied des britischen Musikers Paul McCartney und seiner Ehefrau Linda McCartney, das 1971 als Single A-Seite veröffentlicht wurde. Komponiert wurde es von Paul und Linda McCartney. Es war die erste Singleveröffentlichung von Paul McCartney nach der Auflösung der Band The Beatles, die Platz eins in den US-amerikanischen Charts erreichte. Das Lied erschien 1971 zuerst auf dem Album RAM, aus dem die Single ein paar Monate später ausgekoppelt wurde.

## Hintergrund
Das Lied Uncle Albert/Admiral Halsey wurde teilweise von Paul McCartneys Onkel Albert Kendall aus Birkenhead inspiriert, der mit McCartneys Vater Jim McCartney bei den Liverpooler Baumwollhändlern A Hannay & Co. zusammengearbeitet hatte. McCartney sagte auch, dass der Admiral Halsey in den Texten lose auf dem US-Marineoffizier des Zweiten Weltkriegs, Flottenadmiral William Frederick „Bull“ Halsey, Jr. basierte.

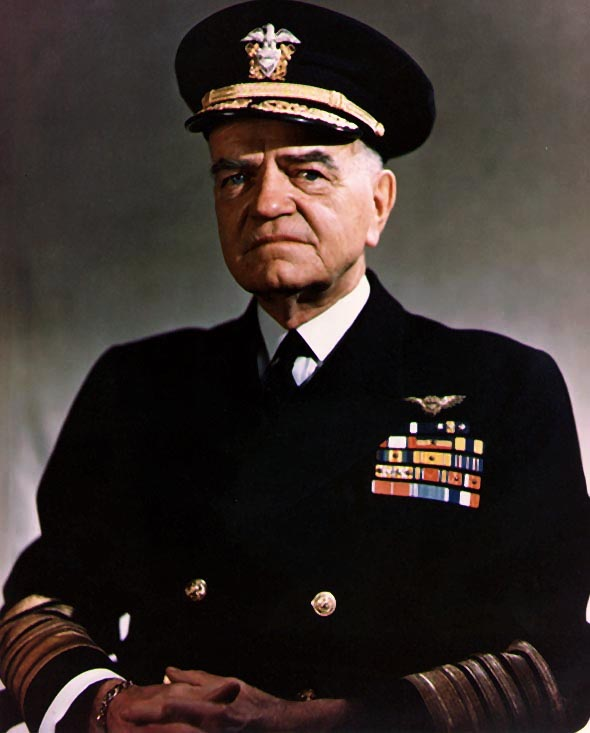
Admiral Halsey (1945)

Paul McCartney sagte über das Lied: „Ich hatte einen Onkel – Albert Kendall – der sehr lustig war, und als ich anfing, „Uncle Albert/Admiral Halsey“ zu schreiben, ging es lose darum, diese ältere Generation anzusprechen, und zu denken: „Was würden sie von der Art und Weise halten, wie meine Generation Dinge tut?“ Deshalb habe ich die Zeile 'Es tut uns so leid, Onkel Albert' geschrieben. Es gibt ein imaginäres Element in vielen meiner Songs – für mich ist Admiral Halsey ein Symbol für Autorität und daher nicht zu ernst zu nehmen. Ich war überrascht, als es ein großer Hit wurde.“
McCartney schließt aber auch eine Beeinflussung durch den Motorradfilm Little Fauss and Big Halsy (deutsche Fassung: Stromer der Landstraße) nicht aus, in dem Robert Redford die Rolle des Halsy spielt und Johnny Cash den von Carl Perkins geschriebenen Titelsong singt.
Wie der Titel vermuten lässt, war Uncle Albert/Admiral Halsey ein Lied, das aus zwei verschiedenen Teilen besteht, es enthält zwei verschiedene Hauptmelodien, die McCartney miteinander verbunden hatte. Die ersten zwei Minuten sind im Midtempo, die orchestrale Begleitung stammt von den New York Philharmonic Orchestra, arrangiert von George Martin, McCartney dirigierte die Orchestermusiker. Der damalige Toningenieur Phil Ramone sagte dazu: „Das Lustige ist, dass etwa 20% des Orchesters nicht wussten, wer er war. Sie waren klassische Musiker.“
Uncle Albert beinhaltet verschiedene Soundeffekte: Regen, eine stimmliche Annäherung an einen Telefonton, Seevögel und Wind. Paul und Linda imitierten den Akzent der englischen Oberschicht (Text: „We haven't done a bloody thing all day and Butter Pie“). Die zweite Hälfte des Liedes enthält das Admiral Halsey-Motiv mit dem Refrain „Hands across the water/Heads across the sky“ (der sich darauf bezieht, dass Linda McCartney Amerikanerin war und Paul McCartney Brite ist) und die Passage „Live a little, be a gypsy, get around“. Das Outro besteht aus zwei verschiedenen Teilen, der erste mit Country- und Western-Gitarrenlicks, gefolgt von einem Übergang in das Lied Smile Away.
Uncle Albert/Admiral Halsey war einer der wenigen Songs auf Ram, über den John Lennon teilweise positiv sprach: „Ich fand es [Ram] schrecklich!....Ich mochte den Anfang von 'Ram On', den Anfang von 'Uncle Albert' und ich mochte einiges von 'My Dog's Got Three Legs' [3 Legs]. Ich mochte ein bisschen von 'Hands across the water', aber es stolperte einfach die ganze Zeit. Das hat mir kein bisschen gefallen!“
In den USA entschied Capitol Records Uncle Albert/Admiral Halsey als Single aus dem Album Ram auszukoppeln, während man sich in Großbritannien für den Titel The Back Seat of My Car und in Kontinentaleuropa für die Singleauskopplung Eat at Home entschied.
Die Single Uncle Albert/Admiral Halsey erreichte Platz 30 in Deutschland und in den USA Platz 1 in den jeweiligen Charts,
damit wurde Uncle Albert/Admiral Halsey der erste Nummer-eins-Hit für Paul McCartney in den USA.
McCartney erhielt für Uncle Albert/Admiral Halsey im März 1972 einen Grammy Award für das beste Gesangsarrangement. Die Single wurde in den USA mit einer Goldenen Schallplatte ausgezeichnet.

## Aufnahme
Uncle Albert/Admiral Halsey wurde am 6. November 1970 während der Aufnahmen zum Album Ram in den New Yorker CBS Studios mit Paul und Linda McCartney als Produzenten aufgenommen. Tom Geelan und Phil Ramone waren Toningenieure der Aufnahmen. Im Januar 1971 folgten weitere Overdub-Aufnahmen in den A&R Studios in New York und im März und April in den Sunset Sound Recorders Studio in Los Angeles. Die Abmischung des Liedes erfolgte ebenfalls in den Sunset Sound Recorders Studio im April.
Besetzung:
- Paul McCartney: Gesang, Akustikgitarre, E-Gitarre, Bassgitarre, Klavier, Xylophon
- Linda McCartney: Hintergrundgesang
- Hugh McCracken: Akustikgitarre, E-Gitarre
- Denny Seiwell: Schlagzeug
- Paul Beaver: Synthesizer
- David Nadien: Violine
- Marvin Stamm, Mel Davis, Ray Crisara, Snooky Young: Blechbläser
- New York Philharmonic Orchestra
- George Martin: Arrangeur

## Veröffentlichung
- Am 17. Mai 1971 wurde das Album Ram in den USA (Großbritannien: 28. Mai) veröffentlicht, das unter anderen Uncle Albert/Admiral Halsey enthält.
- Am 2. August 1971, über zwei Monate nach Erscheinen des Albums Ram, wurde Uncle Albert/Admiral Halsey – mit dem Lied Too Many People auf der B-Seite – als Single[5] in den USA veröffentlicht.  Die US-amerikanische Promotionsingle Uncle Albert/Admiral Halsey / Too Many People beinhaltet Monoversionen der Lieder.[6]
- In Venezuela wurde die Single mit der B-Seite Ram On veröffentlicht.[7]
- In Mexiko erschien im August 1971 die EP Monkberry Moon Delight / Dear Boy / Uncle Albert/Admiral Halsey / Heart of the Country.[8]
- Im Dezember 1980 wurde bei Columbia Records folgende Single in den USA wiederveröffentlicht: Uncle Albert/Admiral Halsey / Jet.[9]
- Uncle Albert/Admiral Halsey erschien am 27. November 1978 auf dem Kompilationsalbum, Wings Greatest, am 1. Dezember 1987 erschien es auf  All the Best! (US-Version), am 7. Mai 2001 auf Wingspan: Hits and History und am 10. Juni 2016 auf Pure McCartney.
- Am 7. Juni 1993[10] wurde die CD Ram in einer remasterten Version veröffentlicht.[11] Im Mai 2012 erschien Ram, erneut remastert, vom Musiklabel Hear Music/Concord Music Group als Teil der Paul McCartney Archive Collection.[12]
- Am 2. Dezember 2022 wurde die Singlebox The 7″ Singles Box veröffentlicht, die auch Uncle Albert/Admiral Halsey enthält.

## Streit um Linda McCartneys Beteiligung
Bei der Single Another Day wurde Linda McCartney erstmals als Mitautorin genannt worden, was beim Musikverlag Northern Songs bzw. deren neuen Besitzer ATV Music auf Skepsis stieß. Man bezweifelte, dass eine Fotografin plötzlich zur Komponistin gereift sei und sah in ihrer Nennung vielmehr den Versuch, dem Verlag Tantiemen vorzuenthalten.
Nach Veröffentlichung des Albums Ram, bei dem Linda McCartney sechs Lieder mitkomponierte, weigerte sich ATV Music, Linda McCartney Tantiemen auszuzahlen. Paul McCartneys Rechtsanwälte klärten die Angelegenheit allerdings zu ihren Gunsten. Der Fall wurde im Juni 1972 beigelegt, als Grades Firma ATV bekannt gab, dass „alle Differenzen zwischen ihnen einvernehmlich beigelegt wurden“ und dass das Paar einen neuen siebenjährigen Co-Publishing-Vertrag zwischen ATV und McCartney Music unterzeichnet hatte. McCartney stimmte auch zu, an einer Fernsehsendung mit dem Titel James Paul McCartney teilzunehmen. Es wurde 1973 ausgestrahlt und zeigte McCartney und Wings, die eine Auswahl alter und neuer Songs sangen.

## Thrillington
Kurz nach der Veröffentlichung von Ram beauftragte Paul McCartney den Arrangeur Richard Anthony Hewson damit, eine orchestrale Fassung des Albums zu verfassen und diese aufzunehmen. Das fertige Album erschien allerdings erst am 29. April 1977 in Großbritannien (16. Mai 1977 in den USA) unter dem Titel Thrillington.
Am 22. April 1977 wurde noch die instrumentale Single Uncle Albert/Admiral Halsey / Eat at Home in Großbritannien veröffentlicht, die sich nicht in den Charts platzieren konnte.

## Auszeichnungen für Musikverkäufe
| Land/Region               | Auszeichnungen für Musikverkäufe (Land/Region, Auszeichnung, Verkäufe) | Verkäufe  |
| ------------------------- | ---------------------------------------------------------------------- | --------- |
| Vereinigte Staaten (RIAA) | Gold                                                                   | 1.000.000 |
| Insgesamt                 | 1× Gold ·                                                              | 1.000.000 |